# Vario
Vario — это второй студийный альбом норвежского музыкального продюсера Александра Винтера под псевдонимом Savant, выпущенный 21 марта 2012 года звукозаписывающей компанией SectionZ Records.

## Запись
Альбом состоит из 16 композиций, 1 мая 2019 года был переиздан на компакт-диске в лимитированном тираже.

## Список композиций
Все композиции написаны и спродюсированы Александром Винтером.
| №                   | Название                         | Длительность |
| ------------------- | -------------------------------- | ------------ |
| 1.                  | «Splinter»                       | 4:58         |
| 2.                  | «Vario»                          | 3:20         |
| 3.                  | «Living iPod»                    | 4:40         |
| 4.                  | «Mecha Blecka»                   | 4:36         |
| 5.                  | «Shadow» (совместно с Qwentalis) | 6:48         |
| 6.                  | «Stormtrooper»                   | 4:19         |
| 7.                  | «Hero From the Past»             | 3:29         |
| 8.                  | «Antipixel»                      | 3:10         |
| 9.                  | «Ba-da Bing!»                    | 5:05         |
| 10.                 | «Party Machine»                  | 5:40         |
| 11.                 | «Champagne»                      | 6:22         |
| 12.                 | «Heartshaped Mushroom Cloud»     | 3:40         |
| 13.                 | «Burgertime»                     | 3:04         |
| 14.                 | «Trust Issues»                   | 4:21         |
| 15.                 | «Fuck Nexus»                     | 5:51         |
| 16.                 | «Thunderclout»                   | 5:48         |
| Общая длительность: | Общая длительность:              | 77:12        |

## Участники записи
Savant
- Александр Винтер — продюсирование, вокал, синтезаторы, синтезаторы, клавишные, ударные.

Дизайнерский персонал
- Imson — дизайн, обложка.